# Biały krzyż (piosenka)
Biały krzyż – piosenka Czerwonych Gitar napisana w 1968 roku. Autorem jej słów jest Janusz Kondratowicz, muzyki – Krzysztof Klenczon. Piosenka zapewniła zespołowi nagrodę Ministra Kultury i Sztuki na VII Krajowym Festiwalu Piosenki Polskiej w Opolu w 1969 roku.

## Historia
Krzysztof Klenczon skomponował „Biały krzyż”, aby upamiętnić swego ojca, Czesława Klenczona, żołnierza Armii Krajowej i uczestnika polskiego podziemia antykomunistycznego w okresie powojennym. W 1945, gdy Krzysztof Klenczon miał trzy lata, Czesława Klenczona zatrzymał Urząd Bezpieczeństwa, jednak udało mu się uciec i przez kolejnych 11 lat ukrywał się na Pomorzu. Do rodziny powrócił jesienią 1956. Siostra gitarzysty opowiadała, że "ojciec po powrocie do domu zamykał się z synem w pokoju i całą noc opowiadał – jakby chciał nadrobić w ten sposób lata rozłąki". Gdy po 1968 r. komunistyczna cenzura zaczęła promować w głównym nurcie wątki partyzanckie, powstał „Biały krzyż”. 
Inspiracją dla autora tekstu Janusza Kondratowicza był napotkany w zakopiańskim lesie brzozowy krzyż bez tabliczki, charakterystyczny element polskiego krajobrazu. Skromnym krzyżem z brzozowego drewna często oznaczano partyzanckie mogiły, nieraz – bezimienne. Tekst piosenki wprost mówi o pamięci o poległych w boju, pochowanych w tych bezimiennych mogiłach. Brak w nim odniesienia do przynależności organizacyjnej poległych, co z jednej strony nadawało mu ponadczasowości i uniwersalizmu, z drugiej pozwoliło uniknąć kłopotów z cenzurą.
Na końcu utworu brzmi melodia pieśni partyzanckiej Rozszumiały się wierzby płaczące.
Oryginalnie utwór został wydany w 1968 tylko na singlu (Polskie Nagrania Muza – SP-165). Nie znalazł się na oryginalnym albumie Czerwone Gitary 3 z tego roku, dopiero na jego reedycji na płycie CD w 1992 roku.

## Wykonawcy
Piosenkę wykonywali również między innymi (kolejność alfabetyczna): Stan Borys, Piotr Cugowski, Artur Gadowski, Jerzy Grunwald, Irydion, Andrzej Lampert, Justyna Steczkowska.
Piosenkę podczas Koncertu dla Niepodległej 10 listopada 2018 na Stadionie Narodowym w Warszawie dla 37-tysięcznej publiczności wykonali: Skubas, Jan Radwan i Maciej Starnawski.